# Baliats
Baliats (Baljats) – polski herb szlachecki.

## Opis herbu
W polu błękitnym łuk srebrny, napięty z takąż strzałą bez lotek, rozdartą w trzy. W klejnocie trzy pióra strusie.

## Najwcześniejsze wzmianki
Pieczęć Marcina Baliatsa z 1590 roku.

## Herbowni
Baliats - Baljats.